# Battaglia della Ciudadela
La battaglia della Ciudadela fu uno scontro bellico avvenuto nell'ambito delle guerre civili argentine tra un esercito unitario, comandato da Gregorio Aráoz de Lamadrid, ed uno federale, condotto da Juan Facundo Quiroga.
La battaglia fu combattuta il 4 novembre 1831 nei pressi della città di San Miguel de Tucumán e si concluse con la completa vittoria dell'esercito di Quiroga.

## Antefatti
Dopo la vittoria nella battaglia di Oncativo, José María Paz promosse la formazione di un'alleanza tra le province dell'interno rette da governatori unitarios, la Liga Unitaria, che il 31 agosto 1830 gli affidò il "Supremo potere militare". Le province del litorale argentino, rette dai federales, reagirono da parte loro alla situazione firmando il Pacto Federal; il 15 febbraio 1831 la Commissione Rappresentativa stabilita da tale alleanza dichiarò guerra a Paz e nominò a capo delle proprie forze il governatore di Santa Fe, Estanislao López.
Mentre Juan Facundo Quiroga invadeva la regione di Cuyo al comando di una piccola divisione organizzata a Buenos Aires, López fece invadere Córdoba dai fratelli Reinafé; nel frattempo il generale Juan Ramón Balcarce preparava un grosso esercito pronto a combattere gli unitarios. Un'altra divisione federale, comandata da Ángel Pacheco, sconfisse il colonnello Pedernera, sottoposto di Paz, nella battaglia di Fraile Muerto. Nella provincia di Mendoza Quiroga si impossessò della capitale dopo aver battuto il 28 marzo 1831 il governatore Videla Castillo nella battaglia di Rodeo de Chacón.
Militarmente accerchiato, Paz tentò di muovere contro López prima che a quest'ultimo arrivassero i rinforzi da Buenos Aires; fu tuttavia catturato il 10 maggio da una pattuglia federale nei pressi della località di El Tío mentre esplorava il terreno.
Gli ufficiali dell'esercito unitario nominarono quindi come loro comandante militare il generale Gregorio Aráoz de Lamadrid; questi considerò indifendibile la provincia di Córdoba e si ritirò il 26 maggio a Tucumán con i 1 500 uomini rimasti. Quattro giorni dopo Córdoba firmò un trattato con le province del litorale; l'11 giugno gli eserciti di López e Balcarce occuparono la città.
A Tucumán, Lamadrid rinforzò il suo esercito integrandolo con le reclute provinciali e le armi fornite dalla Bolivia. Nel campo federale invece López rispedì a Buenos Aires l'esercito di Balcarce ma contemporaneamente ordinò a Quiroga, formalmente suo sottoposto, di marciare contro l'esercito unitario.

## La battaglia
All'approssimarsi dell'esercito federale, Lamadrid si trincerò nella fortezza militare chiamata La Ciudadela ("la cittadella"), posta nelle immediate vicinanze di San Miguel de Tucumán. Organizzò i suoi effettivi in tre divisioni, affidando l'ala destra al suo rivale politico Javier López, quella sinistra al generale Pedernera e concentrando fanteria e artiglieria al centro dello schieramento, diviso in due colonne. Compose infine la riserva con un migliaio di volontari.
Il 4 novembre 1831 i due eserciti si trovarono di fronte. Quiroga attaccò per primo con la sua cavalleria, scatenando la reazione dell'artiglieria unitaria. La battaglia durò due ore, durante le quali le cariche ordinate da Quiroga riuscirono a disperdere la cavalleria nemica e ad impossessarsi dell'artiglieria unitaria; la fanteria di Lamadrid riuscì a contrattaccare e a riconquistare i cannoni ma, priva di appoggio sui fianchi, fu definitivamente sbaragliata da un'ulteriore carica federale.
Sconfitto, Lamadrid riuscì a rifugiarsi con la sua scorta a Salta, mentre Quiroga non riuscì a gettarsi al suo inseguimento a causa delle gravissime perdite subite in battaglia.

## Conseguenze
La battaglia della Ciudadela segnò la definitiva sconfitta degli unitarios e lasciò la totalità delle province argentine nelle mani dei federales. Il generale unitario Rudecindo Alvarado, governatore di Salta, preferì porre termine alla guerra ed accettò le condizioni imposte da Quiroga, che ne chiedeva le dimissioni. Lamadrid fu così costretto a riparare in Bolivia.
Nei mesi seguenti tutte le province firmarono il Pacto Federal e consegnarono la delega agli affari esteri al governatore di Buenos Aires, Juan Manuel de Rosas, che divenne così l'uomo forte della nascente "Confederazione Argentina".